# 東ローマ・サーサーン戦争 (602年-628年)
602年から628年にわたる東ローマ・サーサーン戦争（ひがしローマ・サーサーンせんそう）とは、東ローマ帝国とサーサーン朝ペルシア帝国間で勃発した戦争である。サーサーン朝の皇帝ホスロー2世が主導し、ローマ・ペルシア戦争において最後の戦争であり最も被害が大きかった。戦場は中東やエーゲ海、コンスタンティノープルなど広域な地域にわたり、古代最後の大戦（Last Great War of Antiquity）とも呼ばれることがある。この戦争によって両国ともに国力が疲弊した結果、後のイスラム帝国の台頭につながった。
東ローマ帝国とサーサーン朝の間での以前の戦争は、内乱により東ローマ帝国に亡命したサーサーン朝の皇帝ホスロー2世を、東ローマ皇帝マウリキウスがその復位を支援したことで終結した。602年、そのマウリキウスがフォカスに皇帝位を簒奪され処刑されると、「恩人マウリキウスの復讐」を大義名分に掲げて、東ローマ帝国に戦争を仕掛けた。
602年から622年まで、サーサーン朝軍は戦争で優位に立ち、レバントの大部分やエジプト、エーゲ海のいくつかの島、アナトリアの一部分を征服した。対して東ローマ帝国では、簒奪者フォカスをヘラクレイオスが打倒し皇帝位に就いた。ヘラクレイオスはサーサーン朝に破れたが、622年から626年にかけての、ヘラクレイオスの軍事作戦の成功により、サーサーン朝軍を守勢に追い込んだ。サーサーン朝はアヴァール人とスラヴ人と同盟を結び、626年に東ローマ帝国の首都コンスタンティノープルを包囲したが、失敗し撤退した。627年、ヘラクレイオスは突厥（西突厥）と同盟を結び、突厥を介入させた（第三次ペルソ・テュルク戦争）。同年のニネヴェの戦いでサーサーン朝軍が惨敗すると、翌年に戦局の不利を悟った家臣らによってホスロー2世は廃位され、新たに即位したカワード2世は和平を求め、戦争前の原状に戻すことで双方は合意し戦争が終結した。
東ローマ・サーサーン戦争により、両国ともに人的・物的資源を使い果たしてしまった。そのため、630年代に正統カリフ時代のイスラム帝国が台頭しても、抵抗するほどの余力が残っていなかった。7世紀のうちに、イスラム軍はレバント、メソポタミア、ペルシア、コーカサス、エジプト、北アフリカなどの広範囲を征服した。サーサーン朝は崩壊・滅亡し、東ローマ帝国の勢力と権威は大幅に失墜した。イスラム教徒の征服を耐え抜いた東ローマ帝国はその後数世紀にわたり、近東の支配権をめぐってイスラム諸王国と幾度も戦争を繰り広げた。

## 背景

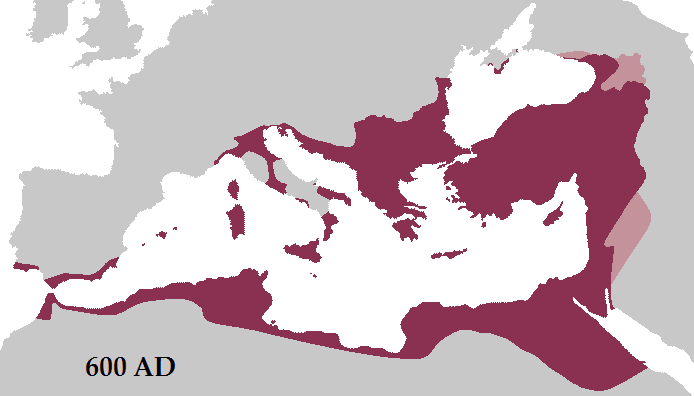
7世紀初頭の東ローマ帝国

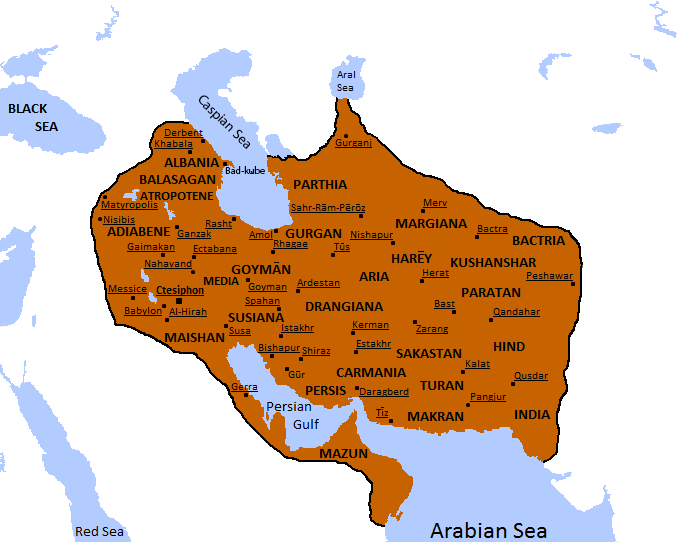
東ローマ・サーサーン戦争(602年-628年)直前のサーサーン朝

東ローマ帝国とサーサーン朝の戦争（東ローマ・サーサーン戦争 (572年-591年)）は十数年の長きにわたった。その最中、サーサーン朝の将軍バハラーム・チョービンが反乱を起こすと、それに乗じて皇帝ホルミズド4世は暗殺されホスロー2世が新たに即位した。バハラームはホスローを破り、ホスローとその陣営は皇帝マウリキウスの治世下の東ローマ帝国に亡命した。ホスロー2世はマウリキウスに援助を求め、ナルセス率いる東ローマ帝国軍の支援により復位した。この際、支援と引き換えに、メソポタミア北東部の一部やアルメニア、イベリア（コーカサス地方）の大部分を割譲し、また両国間の戦争を終結させた。さらにこの合意において重要なことは、東ローマ帝国がサーサーン朝に対して払っていた貢納金を払う必要がなくなったことである。皇帝マウリキウスの在位中は、ホスロー2世が友好関係を維持し、両帝国の和平が保たれた。
その後、マウリキウスはスラヴ人やアヴァール人の侵略を阻むために、バルカン半島に向けて遠征した。東ローマ皇帝ユスティヌス2世（在位：565年 - 578年）の時代から残されていた国庫の余剰金は、次の皇帝ティベリウス2世（在位：578年 - 582年）の軍事行動により底をついていた。国庫を回復させるために、次代の皇帝マウリキウスは厳しい財政政策を講じ、軍人の給与を削減したが、これが4回の反乱を招いた。このうち602年に起きた最後の反乱は、マウリキウスがバルカン半島に駐屯した軍隊に、その地で越冬するように命じたことから、不満を持った兵士たちによって引き起こされた。反乱軍はトラキア出身の百人隊長であるフォカスを皇帝に擁立した。マウリキウスは、コンスタンティノープル競馬場の有力な戦車競走チームである青チームと緑チームに武装させて、コンスタンティノープルの防衛を図ったが、効果はなかった。マウリキウスは逃亡したものの、フォカス軍の兵士に捕らえられ、処刑された。マウリキウスの息子で共同皇帝を務めたテオドシウスも後に処刑されたが、テオドシウスは生きているという噂が流布した。

## 戦争の始まり

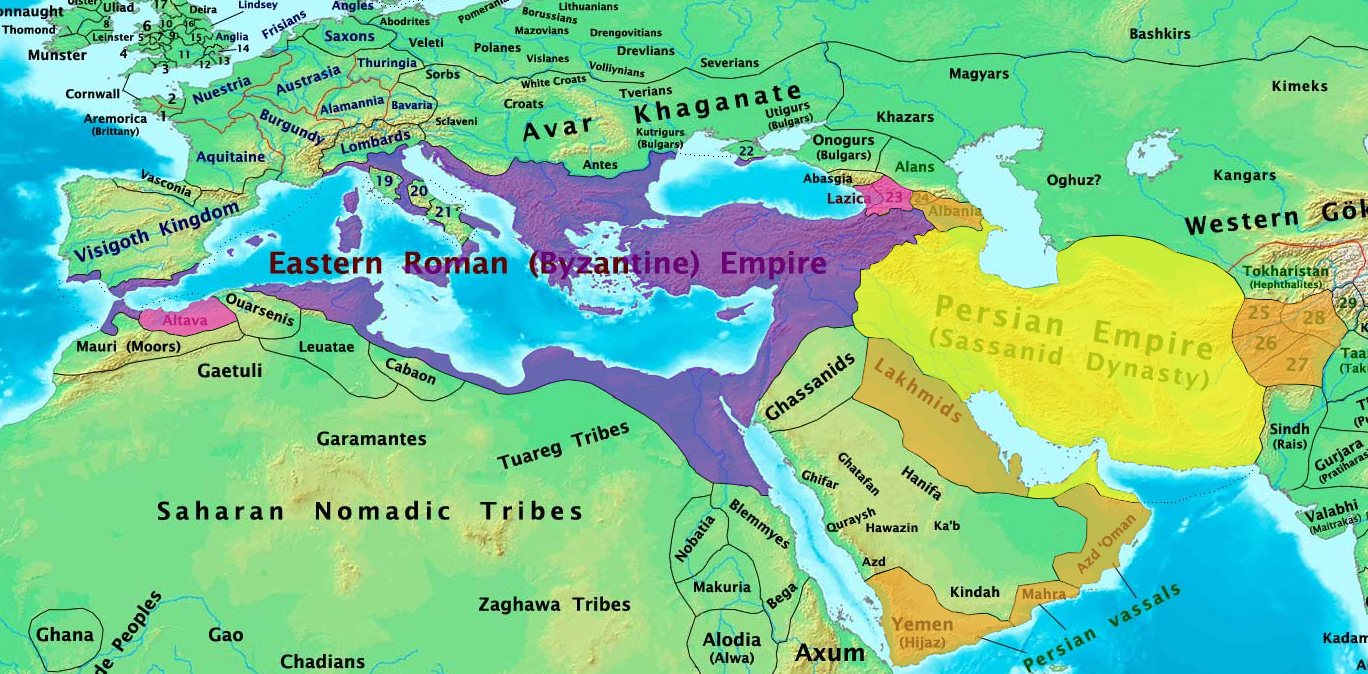
600年時点の両国の版図

マウリキウスが殺害されると、東ローマ帝国領のメソポタミア属州の総督ナルセスはフォカスに対して反乱を起こし、メソポタミアの主要都市エデッサを占領し、皇帝フォカスはゲルマーヌスにエデッサの包囲を命令した。ナルセスはサーサーン朝の皇帝ホスロー2世に救援を要請した。ホスロー2世は「友人であり義理の父にあたる」マウリキウスの復讐には喜んで協力する態度を見せ、またマウリキウスの復讐を口実に東ローマ帝国へ侵攻することで、アルメニアとメソポタミアの再征服を試みた
。
ゲルマーヌスはサーサーン朝との戦いの中で戦死した。フォカスがホスロー2世を迎撃するために送った軍隊は、上メソポタミアのダラ近郊で撃破され、605年にはダラの要塞は陥落した。ナルセスは、フォカスからナルセスへの対応を命じられた宦官のレオンティオスから逃亡したが、和平の条件を議論するためにコンスタンティノープルに帰還しようとしたとき、フォカスに捕らえられて火炙りを命じられた。ナルセスの処刑とサーサーン朝軍の阻止の失敗は、フォカスによる軍事政権の権威を低下させた。

## ヘラクレイオスの反乱

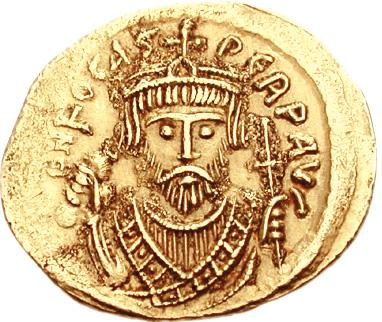
東ローマ皇帝フォカスの金貨

608年、カルタゴ総督の大ヘラクレイオスは、フォカスの義理の息子にあたるプリスクスに唆され反乱を起こした。大ヘラクレイオスは、同名の息子ヘラクレイオス（混同を避けるために息子のヘラクレイオスを小ヘラクレイオスと呼ぶ）とともに自身を執政官（コンスル）であると宣言することで、暗に皇帝の称号を僭称するとともに、執政官の服を着た大・小ヘラクレイオスの硬貨を鋳造した。
ほぼ同時期に、ヘラクレイオス親子の反乱をきっかけとして、ローマ領シリアとパレスチナ・プリマで反乱が起こった。609年または610年に、アンティオキア総司教アナスタシウス2世が亡くなった。ユダヤ人の戦闘への関与を多くの資料が記しているが、どの勢力に与していたのか、キリスト教徒と敵対していたのかはよくわかっていない。フォカスは、反乱を鎮圧するために、ボヌスをオリエンス管区の総督職であった「オリエンス総督」（東方伯）に任命することで対応した。ボヌスは、609年の反乱への関与を疑い、アンティオキアの競馬競走チームであるグリーンチームを処罰している。
大ヘラクレイオスは甥のニケタスをエジプト攻撃に派遣した。ボヌスはニケタスを迎撃するために、エジプトに向かったが、アレクサンドリアの郊外でニケタスに敗れた。610年には、ニケタスの支援を受けて選出されたアレクサンドリア総主教慈悲深きヨハネの支援を受けて、エジプトを占領し権力基盤を確立した。
反乱軍の主力は、小ヘラクレイオスが指揮するコンスタンティノープルへ侵攻する海軍に投入された。小ヘラクレイオスに対する抵抗はすぐに収まり、フォカスの身柄は貴族のProbos (Photius)によってヘラクレイオスに引き渡された。フォカスは処刑されたが、その直前にはヘラクレイオスとの次のような有名なやり取りを繰り広げた。
ヘラクレイオスは「このようにあなたは帝国を統治してきたのか」と尋ねた。
「あなたは、」フォカスは予測もされなかった気迫をもって返答をした。「これ以上に上手く統治するのか？」と。
大ヘラクレイオスはこのあとの記録が途絶えているため、死亡したともされているが、正確な死亡年月日は不明である
。
小ヘラクレイオスはファビア・エウドキアと結婚し、コンスタンティノープル総主教により東ローマ皇帝として戴冠した。フォカスの兄弟コメンティオルスは中央アナトリアで対サーサーン朝のために大勢の軍を指揮下においていて、ヘラクレイオスにとっては大きな脅威となっていたが、アルメニアの軍司令官ユスティヌスによって暗殺された。コメンティオルスが指揮していた軍の移動は遅れていて、サーサーン朝軍のアナトリアにおけるさらなる侵攻を許してしまった。ヘラクレイオスは国庫の備蓄を取り戻すために、帝国の新たな役人に対して給料を支払わないことで、コンスタンティノープルの教会の役人の数を制限し、支出を抑えた。ヘラクレイオスは儀式を利用して新王朝の正統性を裏付けて、権力を強化するためにも「正義感を持った人」という評判を確保した。

## サーサーン朝の快進撃

古代末期の東ローマ帝国、サーサーン朝の国境の地図。591年に制定された両帝国の国境も含まれている。

サーサーン朝は東ローマ帝国の内戦の隙を突いて、アルメニアや上メソポタミアの辺境の都市を征服した。609年には、マルディンとアミダ（現在のディヤルバクル）を征服した。エデッサでは、一部のキリスト教徒たちが、1世紀頃エデッサを治めた王アブガル5世に代わって、イエス自身がすべての敵から守ってくださると信じられていたと言われているが、610年に陥落している。
アルメニアでは、戦略的重要都市テオドシオポリス（エルズルム）が、609年または610年にサーサーン朝のAshtat Yeztayarのもとに降伏した。ホスローのもとに逃亡したとされる、マウリキウスの長男で共同皇帝を務めたテオドシウスを名乗る男の説得によるものとされる。608年、シャーヒーン率いるサーサーン朝軍はアナトリアへの侵攻を開始し、コンスタンティノープルからみてボスポラス海峡の対岸にあるカルケドンまで到達した。サーサーン朝の征服は、段階を踏んだものであった。ヘラクレイオスの即位までには、サーサーン朝がユーフラテス川の東側とアルメニアの東ローマ帝国の全都市を征服し、その後カッパドキアに進軍し、シャーヒーンがカエサレア・マザカ（原カイセリ）を占領した。そこで、東ローマ帝国の皇帝ヘラクレイオスと、フォカスの義理の息子プリスクスは、シャーヒーン軍を殲滅するために1年にわたる包囲戦を繰り広げた。
ヘラクレイオスが新たに皇帝に即位しても、サーサーン朝の脅威という現状は何ら変わらなかった。ヘラクレイオスはその統治のはじめに、元々の開戦の大義名分となったフォカスが打倒されていたために、サーサーン朝との和平を試みた。しかし、サーサーン朝は、自軍が大勝していたためにこの提案を拒否した。歴史家ワルター・カエギによれば、東ローマ帝国を滅ぼすことによって、アケメネス朝の版図を回復、あるいはそれを超えることが、この戦争の目的であったと主張しているが、サーサーン王家の文書はほとんど残っておらず、決定的に裏付ける証拠となる文書は残っていない。

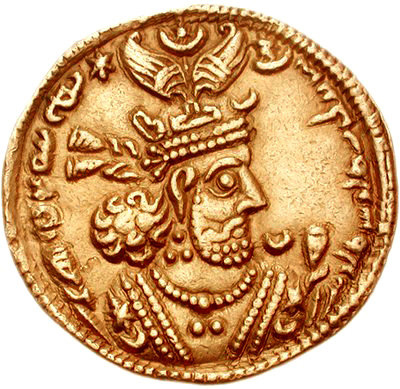
ホスロー2世の金貨。

ヘラクレイオスは将軍プリスクスが指揮するカエサレア・マザカのサーサーン朝軍包囲戦に加わった。しかし、フォカスの義理の息子にあたるプリスクスは、病気のふりをしてヘラクレイオスへの面会を拒否した。ヘラクレイオスを暗に侮辱したため、プリスクスに対する嫌悪を隠したまま、612年にコンスタンティノープルに引き上げている。一方で、シャーヒーンの軍隊はプリスクスの包囲を突破しカエサレアを焼き払ったため、ヘラクレイオスの不興を買った。ヘラクレイオスはすぐに、プリスクスを含むフォカスに仕えた者たちから指揮権を剥奪した。マウリキウスに仕えた老将フィリピコスが東ローマ帝国軍総司令官に任命されたが、対サーサーン朝の戦役においては無能であり、戦闘を避ける方針をとった。そこでヘラクレイオスは、軍の指揮権を結集させるためにも、弟のテオドロスと自身を軍司令官に任命した。
東ローマ帝国の将軍たちが無能であることを利用し、ホスロー2世は、将軍シャフルバラーズ指揮下のサーサーン朝軍を東ローマ帝国領シリアへ侵攻させた。ヘラクレイオスはアンティオキアでサーサーン朝の侵攻を食い止めようとし、Sykeonのテオドロスの恩恵を受けた。しかし、ヘラクレイオスとニケタス率いる東ローマ帝国軍は、シャーヒーン率いるサーサーン朝軍にアンティオキアの戦いで大敗を喫した。アンティオキアの戦いの詳細はよく分かっていない。サーサーン朝軍は都市を略奪し、アンティオキアの総主教を殺し、多数の市民を追放した。東ローマ帝国軍はキリキア峠でアンティオキア北部の地域の防衛を試み、当初はある程度成功したが、結局は再びの敗北に終わった。タルススとキリキア平原を占領された東ローマ帝国は、ついに国土が分断され、コンスタンティノープルやアナトリア地方と、シリア、パレスチナ、エジプト、アフリカ等の陸路が断たれた。

## サーサーン朝の優位

### エルサレム占領

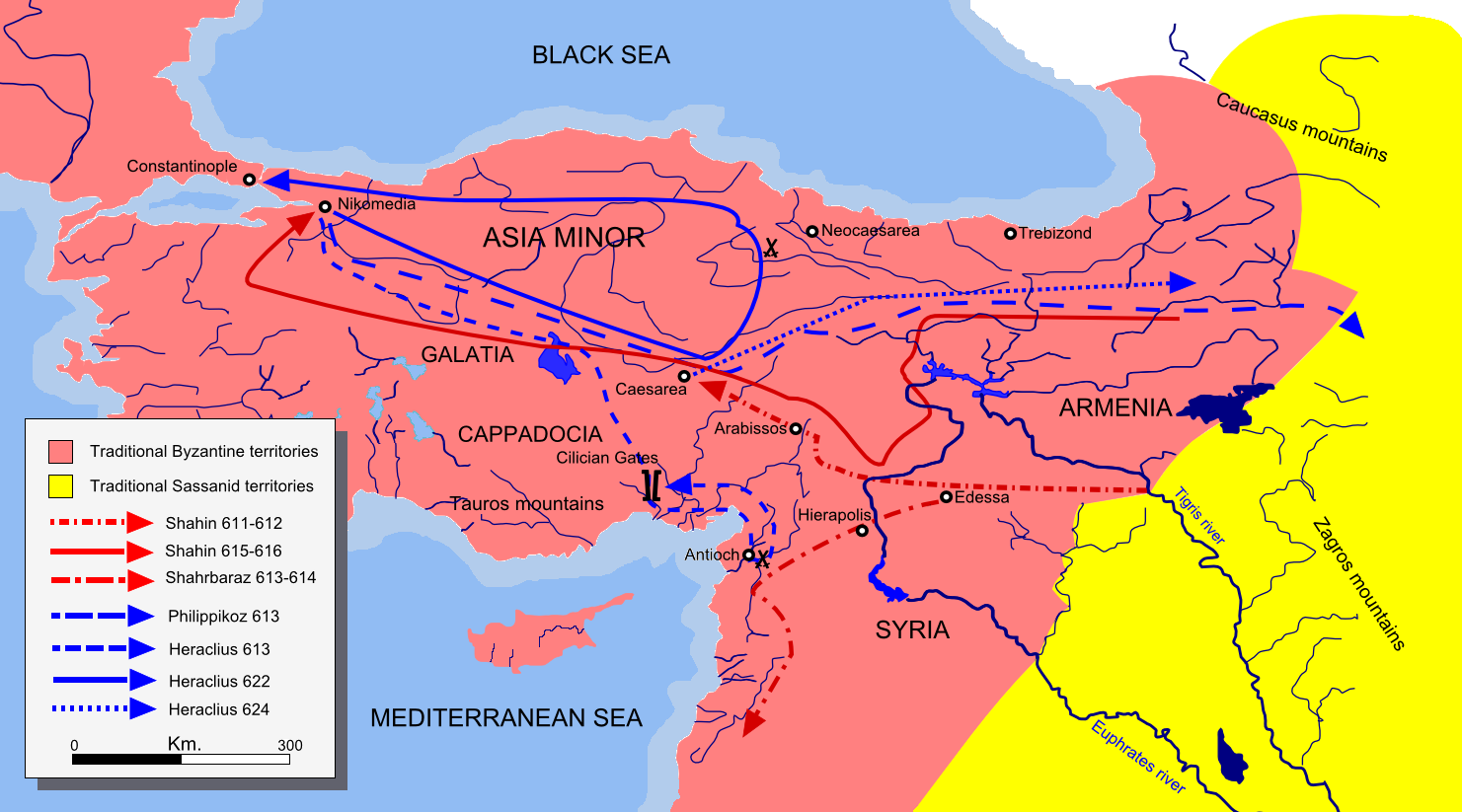
シリア、アナトリア、アルメニア、メソポタミアなどの進軍図

シリアでのサーサーン朝への抵抗はそれほど激しくなく、一部の人々は要塞を築こうとしたが、ほとんどはサーサーン朝との講和を望んだ。613年にはダマスカス、アパメア、エメサ（現ホムス）などの都市が陥落し、南のパレスチナ・プリマ（第一パレスチナ）へと攻め込む機会を得た。東ローマ帝国の将軍ニケタスはサーサーン朝に対して抵抗を続けたが、Adhri'atで敗北した。エメサ近郊での戦いでは勝利を収めることができたものの、両軍ともに大きな損害を受け、死者は2万人に上った。さらに深刻なことに、614年、サーサーン朝とそれに協力したユダヤ人たちはおよそ3週間の包囲戦の後に、聖地エルサレムを占領した。古代の資料によると、5万7千人または6万5千5百人のキリスト教徒が殺害され、さらにエルサレム総主教ザカリアスを含め、3万5千人がペルシャに連行されている。
聖墳墓教会を含む多くのエルサレム市内の教会が焼かれ、聖十字架、聖槍、聖なる海綿など多数の聖遺物が、サーサーン朝の首都クテシフォンに持ち帰られた。聖遺物の喪失を、多くの東ローマ帝国内のキリスト教徒たちは、神の怒りの表れであると考えた。聖遺物やシリア地方の喪失について、ユダヤ人を責める者もいた。実際に、ユダヤ人がサーサーン朝による都市の占領を支援したという記録や、すでにサーサーン朝の占領下に入った都市でユダヤ人がキリスト教徒を虐殺しようとしたが、露見して阻止されたという記録があるが、これらの記録は、一種のヒステリーを起こしたキリスト教徒によって誇張された可能性が高い。

### エジプト
東ローマ帝国の国土が分断されていたこともあり、エジプトの攻略の詳細はよく分かっていない。618年、シャフルバラーズの軍隊は、3世紀にわたって戦火を避けていたエジプトに侵攻した。エジプトに住む単性論者たちはカルケドン派正教会に不満を抱いており、東ローマ帝国軍の支援にはあまり熱心ではなかった。単性論者はホスローの支援を受けたが、600年から638年の間に東ローマ帝国軍に抵抗することはなく、多くの人々がサーサーン朝の占領を否定的に捉えた。エジプトの中心都市アレクサンドリアではニケタスが東ローマ帝国軍を主導したが、1年間に及ぶ包囲の後アレクサンドリアは陥落した。おそらく裏切り者がサーサーン朝側に使われていない運河の存在を密告し、アレクサンドリアを襲撃したためだとされている。ニケタスは、その支持者であった正教会（ギリシャ正教）のアレクサンドリア総主教ヨハネとともにキプロス島に逃亡した。この後、ニケタスは歴史上の記録から名が消えており消息は不明だが、ヘラクレイオスはまた一人信頼できる指揮官を失ったと推測されている。肥沃でかつコンスタンティノープルへの輸送の便が良いエジプトに、穀物に関して首都コンスタンティノープルは依存していたため、エジプトの喪失は東ローマ帝国にとって大きな打撃であった。コンスタンティノープルでは無料で穀物の配給がなされていたが、エジプトの喪失を受けてか618年に廃止されている。以降621年までには、エジプト全域にサーサーン朝の支配が及び、シャフルアーラーニヨーザーンがエジプト総督として派遣された。
エジプトを征服した後、ホスローはヘラクレイオスに以下の書状を送ったとされている。しかし現代の学者たちはこの書状の内容を否定している。
| 「 | 神々の中でも最も偉大な、地球の支配者であるホスローは、卑しく愚かな奴隷ヘラクレイオスに伝える。なぜ汝はまだ我らの支配に従うことを拒み自らを王と称すのか、我はギリシャ人を滅ぼしてきたではないか。汝は神を信じると言っている。なぜ神はカイサリア、エルサレム、アレクサンドリアを我の手から救い出さないのか、我がコンスタンティノープルを滅ぼして見せようか。しかし、もし汝が我に服従し、妻子とともに我の下に来るならば、我は汝の過ちを許そうではないか。そして我は汝に土地、ブドウ園、オリーブ畑を与え、汝を丁重に扱うだろう。ユダヤ人から自分自身を救うことができず、十字架に釘付けにして殺されたあのキリストに、むなしい希望を抱いて自分自身を誤魔化してはならぬ。たとえ汝が海の奥深くまで逃げようとも、汝が望むとも望まざるともに、我は手を差し伸ばしてあなたを迎えいれるだろう。 | 」 |

### アナトリア
セベオスの記述によれば、615年にサーサーン朝軍がカルケドンに到達し、追い込まれたヘラクレイオスは軍の撤退に同意し、東ローマ帝国がサーサーン朝の従属国になることをほとんど許し、新たな皇帝東ローマ皇帝を、ホスロー2世によって選出させる準備ですらしていた。617年にカルケドンがシャーヒーンの軍勢によって陥落し、コンスタンティノープルがサーサーン朝の視野に入るようになると、事態はさらに悪化した。シャーヒーンは和平交渉の使者を丁重にもてなしたが、和平交渉を行う権限は自分にはないとしてホスローに取り次いだ。ホスローは和平の提案を拒否したが、この判断は戦争が終わってからの視点では、明らかな戦略ミスとみなされている。サーサーン朝軍はエジプト攻略に集中するためか、すぐに撤退していったが、依然としてサーサーン朝軍が優位を保っていて、620年または622年には、アナトリア中央部の重要な軍事拠点であるアンキューラ（現アンカラ）を占領した。622、3年にはロドス島やエーゲ海東部の島々が陥落し、コンスタンティノープルへの海軍による攻撃という不安も付き纏うようになった。コンスタンティノープルの状況は絶望的であり、ヘラクレイオスは首都機能をアフリカのカルタゴに移すことを検討するほどであった。

## 東ローマ帝国の巻き返し

### 再編

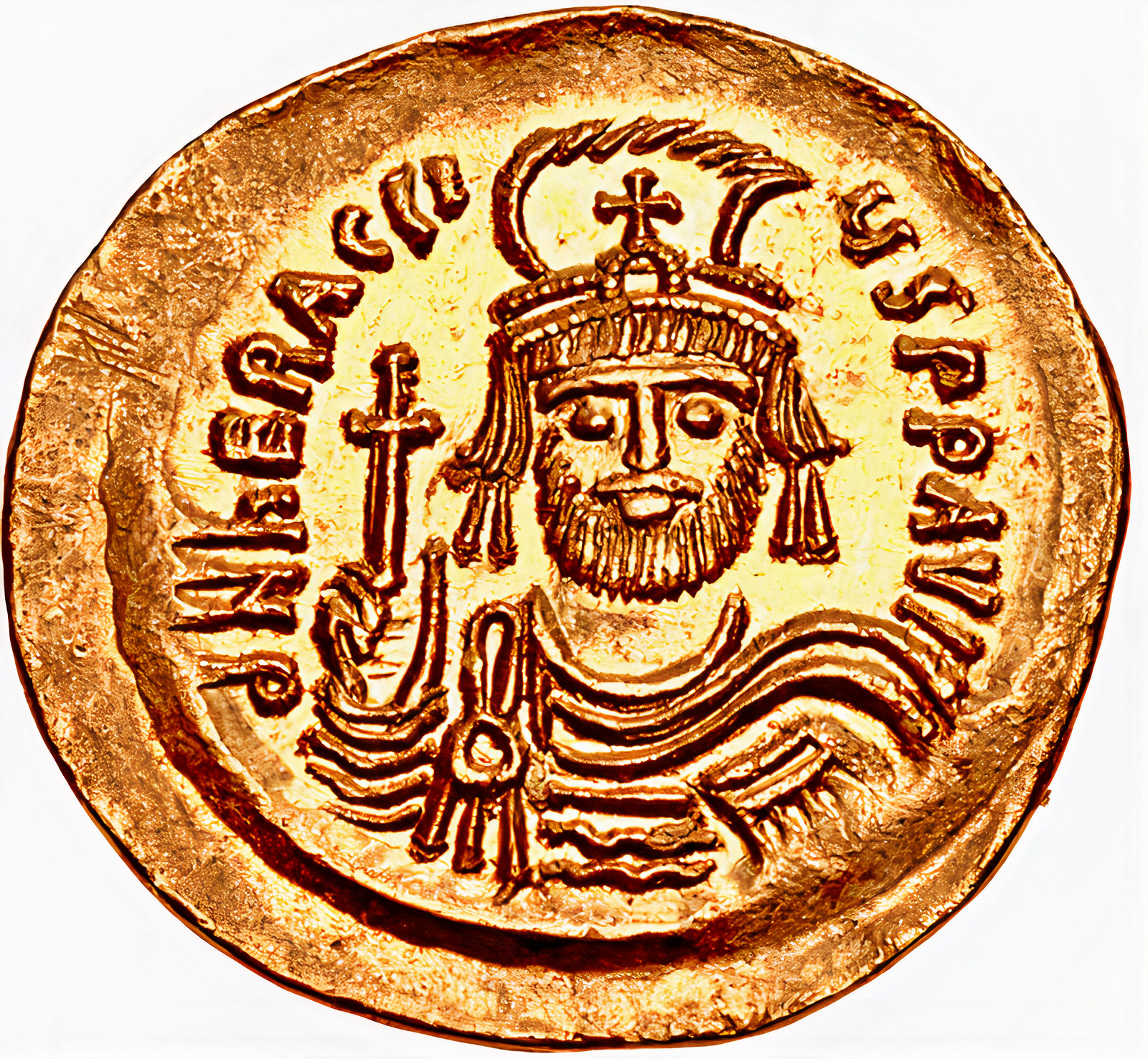
ヘラクレイオス（35-38歳頃）のソリドゥス金貨。コンスタンティノープルで610-613年に鋳造された。十字架を持ち、兜と胸甲を身に着けた正面向きのヘラクレイオスが描かれている。

ホスローの書状はヘラクレイオスを脅かすどころか、サーサーン朝に対する死に物狂いの抵抗を促した。ヘラクレイオスは帝国に残された兵士たちを再編成し、再び軍隊が戦い続けられるようになった。615年には、ヘラクレイオスとその息子ヘラクレイオス・コンスタンティヌス（後のコンスタンティヌス3世）の、従来の硬貨と同様な肖像が描かれた硬貨が発行されており、従来よりも軽く（6.82グラム）、他の硬貨とは違い「Deus adiuta Romanis（神よ、ローマ人を助けたまえ）」と刻まれていた。ワルター・カエギは、この硬貨の発行が当時の東ローマ帝国の絶望的な状況を示していると考えている。フォリス銅貨の重量も、従来の11グラムから8〜9グラムに減少した。多くの属州を喪失したことで財政収入が大幅に減少し、さらに619年に疫病が流行したせいで税収入の基盤がさらに損なわれ、この状況を「天罰」と捉えられ、天罰への恐怖も増大した。そこで、貨幣の価値を意図的に下げることで、東ローマ帝国は財政収入が減少する中でも軍事支出を賄うことができた。
ヘラクレイオスは役人の給料を半分に減らし、税金を増やし、貸し付けを強制し、腐敗した役人には極度の罰金を課して、反撃に打って出るための戦費を調達した。東ローマ帝国のキリスト教聖職者たちは、ヘラクレイオスと姪のマルティナの近親婚をめぐって意見が対立したものの、彼らはすべてのキリスト教徒たちに戦闘に従事する義務を宣言し、コンスタンティノープルにある金銀メッキの物品を戦費につぎ込むよう提供を申し出るなど、サーサーン朝に対するヘラクレイオスの反撃を支援した。貴金属や青銅は、記念碑やアヤソフィアなどからも回収されている。ギヨーム・ド・ティールを始めとする多くの歴史家が、宗教勢力が奨励したこの戦争を最初の「十字軍」、あるいは少なくとも十字軍の前身とみなされているが、カエギを始めとして一部の歴史家は、宗教はあくまでもこの戦争の要素の一つに過ぎないため、この呼び方に反対する者もいる。何千人もの義勇兵が集まり、教会からは多くの資金援助を受けた。ヘラクレイオスは自ら前線で軍を指揮することを決意し、こうして、東ローマ帝国軍は補充・再装備され、十分な財政を維持しつつ有能な将軍たちが指揮するようになった。
歴史家ゲオルク・オストロゴルスキーは、アナトリアが4つの軍管区に再編成された際に義勇兵が収集され、志願兵には軍事奉仕を子孫も続けていくことを条件に、土地が与えられたと主張している。しかし、現代の歴史家たちはこの説を否定しており、軍管区の編成はヘラクレイオスの後継者コンスタンス2世の時代以降のこととされることが多い。

### 東ローマ帝国の反撃
622年までに、ヘラクレイオスは反撃の準備を整え、622年4月4日日曜日の復活祭を祝った翌日、コンスタンティノープルを発った。ヘラクレイオスの幼い息子でヘラクレイオス・コンスタンティヌスは、コンスタンティノープル総主教セルギウス1世と貴族のボヌスの監督の下で皇帝の代理人として留守を任された。622年の夏は、部下の戦闘能力とヘラクレイオスの指揮能力を向上させるために、訓練に費やした。秋には、ヘラクレイオスはカッパドキアに進軍し、ユーフラテス川流域からアナトリアに至るペルシャの連絡網を脅かした。これにより、シャフルバラーズ率いるアナトリアのサーサーン朝軍は、ヘラクレイオス軍のイラン侵攻を妨害するために、ビテュニアやガラティアなどの前線から東アナトリアに撤退せざるを得なくなった。
詳細はわかっていないものの、622年の秋にヘラクレイオスが、シャフルバラーズに対して圧倒的な勝利を収めたことは確かである。サーサーン朝軍が待ち伏せしていることに気づいたヘラクレイオスは撤退を装い、待ち伏せしていたサーサーン朝軍をおびき寄せ、ヘラクレイオスの精鋭部隊オプティマトンがサーサーン朝軍を撃破、敗走させた。こうしてヘラクレイオスはアナトリアを奪還した。しかし、ヘラクレイオスは東ローマ帝国領のバルカン半島を脅かすアヴァール人に対処するために、コンスタンティノープルに戻らなければならず、軍隊をポントスで越冬させた。

### アヴァール人の脅威
東ローマ帝国がサーサーン朝の攻撃に忙殺されている間に、アヴァール人とスラヴ人がバルカン半島に襲来し、多くの都市を占領した。シンギドゥヌム（現ベオグラード）、ヴィミナシウム（現コストラツ）、ナイスス（現ニシュ）、セルディカ（現ソフィア）などがその一部で、サロナに至っては614年に破壊された。セビリャのイシドールスはこの惨状を「スラヴ人が東ローマ帝国から「ギリシャ」を奪った」と表現し記録している
。アヴァール人はさらにトラキアを襲撃し、コンスタンティノープルの門の近くでの農商業を脅かした。しかし、バルカン半島におけるコンスタンティノープルに次ぐ重要拠点テッサロニキの攻略を目指す、アヴァール人とスラヴ人の数々の軍事作戦は失敗し、東ローマ帝国は重要拠点を維持することができた。
ジャダル（現ザダル）、トラグリウム（現トロギル）、ブトゥア（現ブドヴァ)、スコドラ（現シュコダル）、そしてLissus （現レジャ）などのアドリア海沿岸諸都市も侵略を耐え延びている。
アヴァール人たちの侵略から防衛する必要があったため、東ローマ帝国は対サーサーン朝作戦に全軍を投入することができなかった。ヘラクレイオスはアヴァール人のカガンに使者を派遣し、貢物を与える代わりにドナウ川以北への撤退を要求した。カガンは返答し、623年6月5日にアヴァール軍が駐留していたトラキアのヘラクレアで会談するよう求め、ヘラクレイオスはこの会談に同意し、廷臣を連れて出席した。しかし、カガンはヘラクレイオスがヘラクレアに向かう道中に騎兵を送り込み待ち伏せして、捕らえ身代金を要求しようとした。
幸運にもヘラクレイオスは密告を受け、アヴァール人からコンスタンティノープルまで追われながらも逃げ切ることができた。しかし、多くの廷臣や、皇帝を一目見ようとした7万人のトラキアの農民は、カガンの部下によって捕らえられ殺された。こうした裏切りを経験したにも関わらず、ヘラクレイオスはアヴァール人に和平の見返りとして、アヴァール人に20万ソリドゥス金貨の貢納金を納め、人質にヘラクレイオスの庶子ヨハンネス・アタラリック、甥のステパノス（Stephen）、貴族ボヌスの庶子を人質として引き渡した。大幅な譲歩の結果、ヘラクレイオスは対サーサーン朝戦線に戦力と思考を集中することが可能となった。

### 東ローマ帝国のペルシア侵攻
おそらく624年、ヘラクレイオスはホスロー2世にイランへの侵攻をちらつかせ和平を申し出たが、ホスロー2世は和平を拒否した。624年3月25日、ヘラクレイオスは再びコンスタンティノープルを発ち、イランの中枢地帯を目指して進軍した。後方や海との連絡網を省みず、アルメニアを通過してサーサーン朝の中枢地帯を直接攻撃した。ワルター・カエギはこの時のヘラクレイオス軍を4万人以下（おそらく2万人から2万4千人程度）規模のものだったとしている。コーカサスへ向かう前には、カッパドキアのカエサレア・マザカ（現カイセリ）を奪還した。

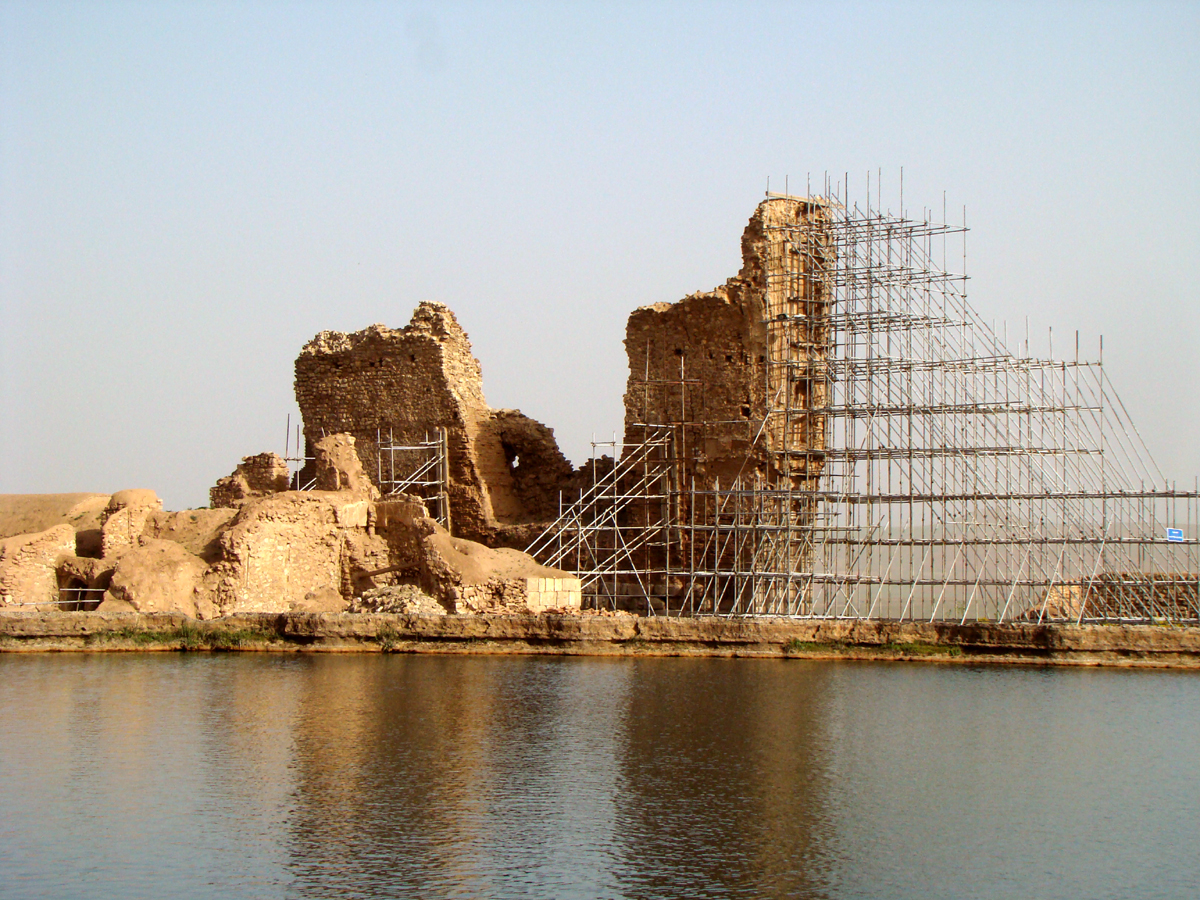
アードゥル・グシュナスプ、軍人階級の守護聖火アードゥル・グシュナスプ聖火を祀った神殿。東ローマ帝国軍の遠征中に破壊された。

ヘラクレイオスはアラクセス川に沿って進軍し、サーサーン朝が占領していたアルメニアの首都ドヴィンとナヒチェヴァンを破壊した。ガンザクで、ホスロー率いる約4万人の軍隊と遭遇したヘラクレイオス軍は、アラブ人の助けを借りてホスロー2世の護衛兵を捕らえ殺害し、サーサーン朝軍は崩壊した（ガンザクの戦い）。その後ヘラクレイオスはタフテ・ソレイマーンに存在したゾロアスター教の拝火神殿アードゥル・グシュナスプを破壊した。ヘラクレイオスの侵攻は、アードゥルバーダガーンにあったホスロー2世の離宮Gayshawanにも及んだ。

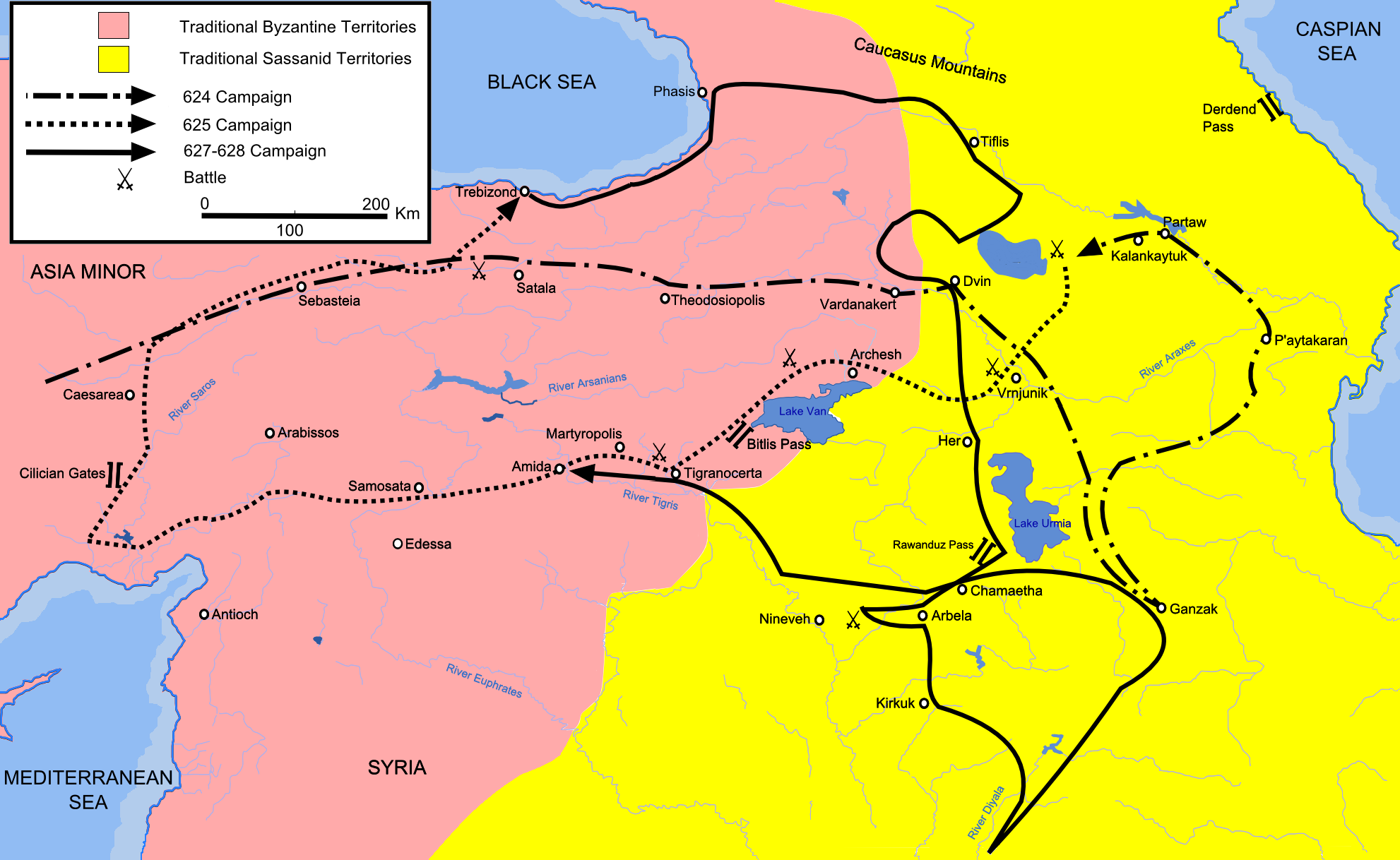
624年から628年に及ぶヘラクレイオスの遠征図。ヘラクレイオスの遠征はアルメニア、アナトリア、メソポタミアなどに及んだ。

ヘラクレイオスは翌年に備えて募兵しつつ、カフカス・アルバニア王国で越冬しようとした。ホスロー2世はヘラクレイオスをアルバニアで安静にさせようとは思わなかった。シャフルバラーズ、シャーヒーン、シャフル・アパラカーンがそれぞれ指揮する3つの軍隊を派遣し、ヘラクレイオス軍の殲滅を目論んだ。シャフル・アパラカーンは峠を押さえるためにSiwnik等の土地を奪還した。シャフルバラーズはコーカサス・イベリア経由の撤退路を断つために派遣され、シャーヒーンはビトリス峠を遮断するために派遣された。ヘラクレイオスはサーサーン朝軍を各個撃破する作戦を選んだ。ラジカ、アバスギア、イベリアなど同盟国や兵士たちの不安を感じ、ヘラクレイオスは「敵の数に惑わされるな。神の思し召しがあれば、一人が一万人を駆逐することもできるだろう。」と語っている。
脱走を装った2人の東ローマ軍兵士はシャフルバラーズに投降し、東ローマ軍がシャーヒーン軍を前に撤退していると伝えた。指揮官たちの間の功績争いのため、シャフルバラーズは勝利を得ようと軍隊を急行させた。ヘラクレイオスはティグラナケルトでサーサーン朝と鉢合わせ、シャフル・アパラカーンとシャーヒーンの軍を次々と敗走させた。シャーヒーンは段列を失い、シャフル・アパラカーンは一部の情報源によると殺害されたとされているが、後に再び資料上に名が登場している。次いで、ヘラクレイオスはアラクセス川を渡り、対岸に陣取った。シャーヒーン軍とシャフル・アパラカーンの残党は、ヘラクレイオスを追跡するシャフルバラーズ軍に加わったが、沼地地帯を渡ったため進軍の速度が遅れた。Aliovitで、シャフルバラーズは軍を2つに分け、約6千人の軍にヘラクレイオスを待ち伏せさせ、残りの軍隊はAliovitに駐屯した。ヘラクレイオスは625年2月にサーサーン軍の本陣に夜襲をかけ、シャフルバラーズはハレムや物資、部下を失い、裸のまま一人きりでかろうじて落ち延びるほどの惨敗を喫した。ヘラクレイオスは残りの冬をヴァン湖の北で過ごした。
625年、ヘラクレイオス軍は戦線をユーフラテス川に向かって押し戻そうとした。わずか7日間で、ヘラクレイオスはアララト山を通りアルサニアス川に沿って200マイルを迂回し、ティグリス川上流の重要拠点アミダ・マルティロポリスを占領した。その後、ヘラクレイオスはシャフルバラーズ軍に追跡されながら、ユーフラテス川に向かって進軍した。アラブ語の文献によれば、satidama川またはBatman Su川でシャフルバラーズ軍に追いつかれ、敗北したとされているが、東ローマ側の資料ではこの敗北については触れられていない。その後、アダナ近郊のサルス川で、ヘラクレイオスとシャフルバラーズの間で再び小競り合いが起こった。シャフルバラーズ軍と東ローマ帝国軍はサルス川を挟んで対峙した。サルス川には橋が架かっており、東ローマ帝国軍はすぐに橋を渡って突撃した。シャフルバラーズは撤退のふりをして、ヘラクレイオス軍を誘い込み伏兵たちが攻撃した。ヘラクレイオス軍の先鋒は数分のうちに壊滅した。しかし、サーサーン朝軍は橋の防衛を怠った上、ヘラクレイオスはサーサーン朝の弓矢攻撃を恐れることなく後衛として突撃し、戦況を有利に変えた。シャフルバラーズは、敵将ながらも奮闘するヘラクレイオスを讃え、投降したギリシア人に「貴様らの皇帝陛下を見よ！、彼は金床と同じように、矢や槍を恐れていないのだ！」と言った。サルスの戦いは、東ローマ帝国軍の勝利に終わり、パネジリック（讃美歌）でも大きく称えられている。625年の冬は、トレビゾンドで越冬している。

## 戦争の終焉

### コンスタンティノープル包囲戦 (626年)

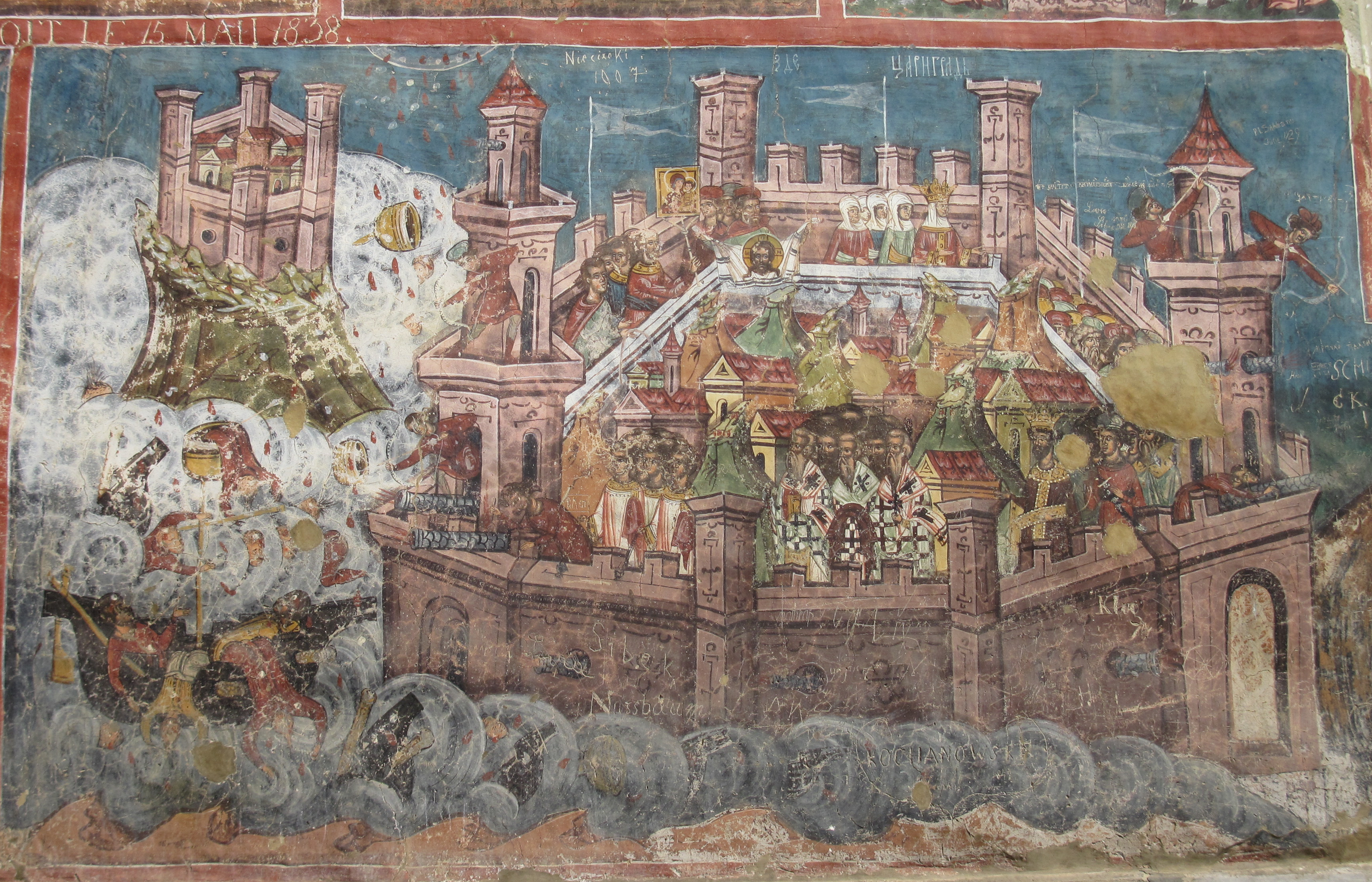
626年、アヴァール人、スラヴ民族、サーサーン朝の連合軍がコンスタンティノープルを包囲した場面を描いた壁画。（ルーマニアのモルドヴィツァ修道院）

ホスロー2世は、この状況から東ローマ帝国を倒すには決定的な反撃が必要と考え、国外の人員も組み込んで、2つの新たな軍隊を編成した。シャーヒーンは5万人の軍勢を与えられ、ヘラクレイオスのイラン本土侵攻を防ぐためにメソポタミアとアルメニアに駐屯した。シャフルバラーズの指揮する小規模な軍隊は、侵攻しているヘラクレイオス軍を迂回して、コンスタンティノープルからはボスポラス海峡を挟んで向こう岸のカルケドンのサーサーン朝軍基地へと向かった。ホスロー2世はアヴァール人の可汗とも協力し、コンスタンティノープルをアジア側からとヨーロッパ側からの同時攻撃を目指した。サーサーン朝軍はカルケドンに駐屯し、一方でアヴァール人はコンスタンティノープルからヨーロッパ側の方に駐屯し、ヴァレンス水道橋を破壊した。東ローマ帝国の海軍がボスポラス海峡の制海権を握っていたため、サーサーン朝はアヴァールを支援するためにヨーロッパ側に軍隊を派遣することができなかった。サーサーン朝軍は包囲戦を得意としていたため、ヨーロッパ側にサーサーン朝が回らなかったことで、包囲の効力は落ちた。さらに、サーサーン朝とアヴァール人の間には、何らかの連絡があったことは間違いないが、敵側に制海権があるボスポラス海峡を越えて連絡を取るのは困難であった。
コンスタンティノープルの防衛には、コンスタンティノープル総主教セルギウス1世と貴族のボヌスがあたった。この知らせを聞くと、ヘラクレイオスはコンスタンティノープルを比較的安全だと判断したが、自身の軍を3つに分けたうえで、防衛軍の士気を上げるためにそのうちの一つの兵隊を派遣した。もう一つの軍隊はヘラクレイオスの弟のテオドロス（Theodore）の指揮下におき、シャーヒーンに対峙させ、3つ目の最も小規模な軍隊をヘラクレイオスの指揮下に留め、サーサーン朝の中枢への襲撃を狙った。

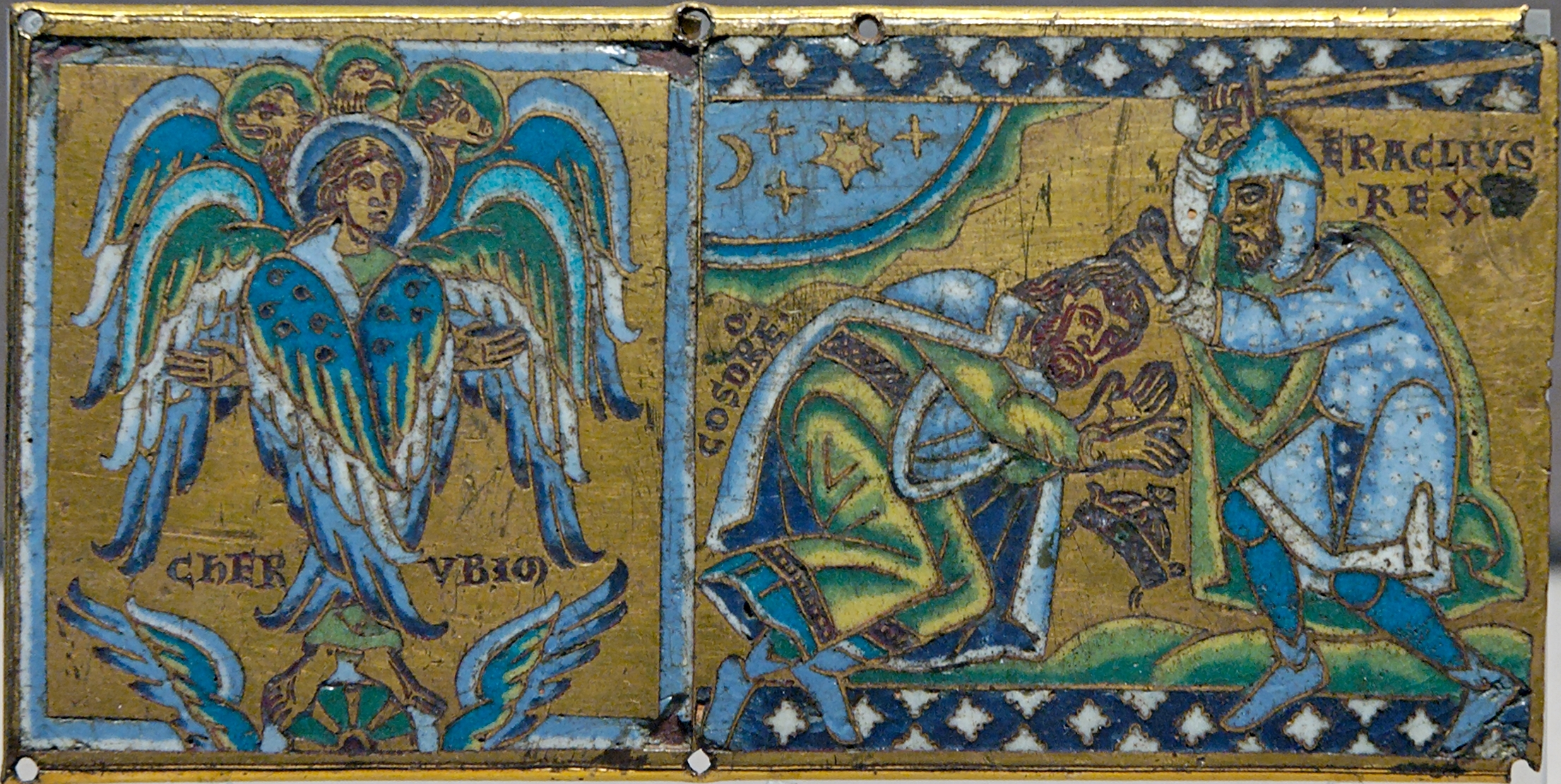
ホスロー2世の降伏を受け入れる智天使とヘラクレイオス。金めっきをした銅地にシャンルベ・エナメルしたもの。（1160-1170年、パリ・ルーブル美術館）。あくまでもこの絵は寓喩であり、実際にホスロー2世が直接ヘラクレイオスに降伏したわけではない。

626年6月29日、コンスタンティノープルの城壁への同時攻撃が始まった。城内には、よく訓練された約1万2千人の東ローマ帝国軍の騎兵隊 (おそらくは下馬していたであろう) が、約 8万人のアヴァール人とスラヴ民族の軍勢から都市を防衛した。1か月間にわたって継続的な砲撃を受けたにも関わらず、コンスタンティノープル城内での兵士たちの士気は高かった。総主教セルギウスの宗教的な熱意によるもので、彼は聖母マリアのイコンを掲げながら城壁に沿って行進し、兵士たちに東ローマ帝国は神の加護を受けていると想起させた。
8月7日、サーサーン朝軍の兵士をのせた船団がボスポラス海峡を越えようとしたが、東ローマ帝国軍の船団に包囲殲滅された。アヴァール人配下のスラヴ民族は金角湾を渡ってコンスタンティノープルの海の城壁を、アヴァール人の主力軍は陸の城壁を攻撃した。8月6日から7日にかけてのアヴァール人の陸上での総攻撃は失敗し、海上でも貴族のボヌス率いる船団がスラブ民族の船団に突撃し、破壊した。テオドロスがシャーヒーン軍に決定的な勝利を収めた知らせを受け（シャーヒーンは敗北の後に失意のうちに亡くなったとされている）、アヴァール人は2日以内にバルカン半島の奥地へと撤退し、以降コンスタンティノープルを脅かすことはなかった。シャフルバラーズの軍隊はいまだカルケドンに駐屯していたが、コンスタンティノープルを脅やかすほどの脅威ではなかった。包囲軍の撤退と聖母マリアの加護を記念して、アカティストスが明確な作者は不明だが、おそらく総主教セルギウスまたはピシディアのゲオルギオスによって作られた。
さらに、ホスロー2世がシャフルバラーズを処刑するよう命じている書状を入手したヘラクレイオスは、その書状の内容をシャフルバラーズに知らせると、彼はヘラクレイオス側に寝返った。シャフルバラーズはその後、軍をシリア北部に移動させ、ホスロー2世とヘラクレイオスのどちらにつくか、状況においてすぐに決められる位置についた。それでも、ホスロー2世配下で最も有能な将軍シャフルバラーズとの敵対関係が解かれたため、ヘラクレイオスにとっては敵から最も優秀で経験豊富な軍隊を引き剥がしたも同然で、側面の安全を確保した。

### ビザンツ・突厥同盟 (626年–628年)

#### 背景 (568年–625年)

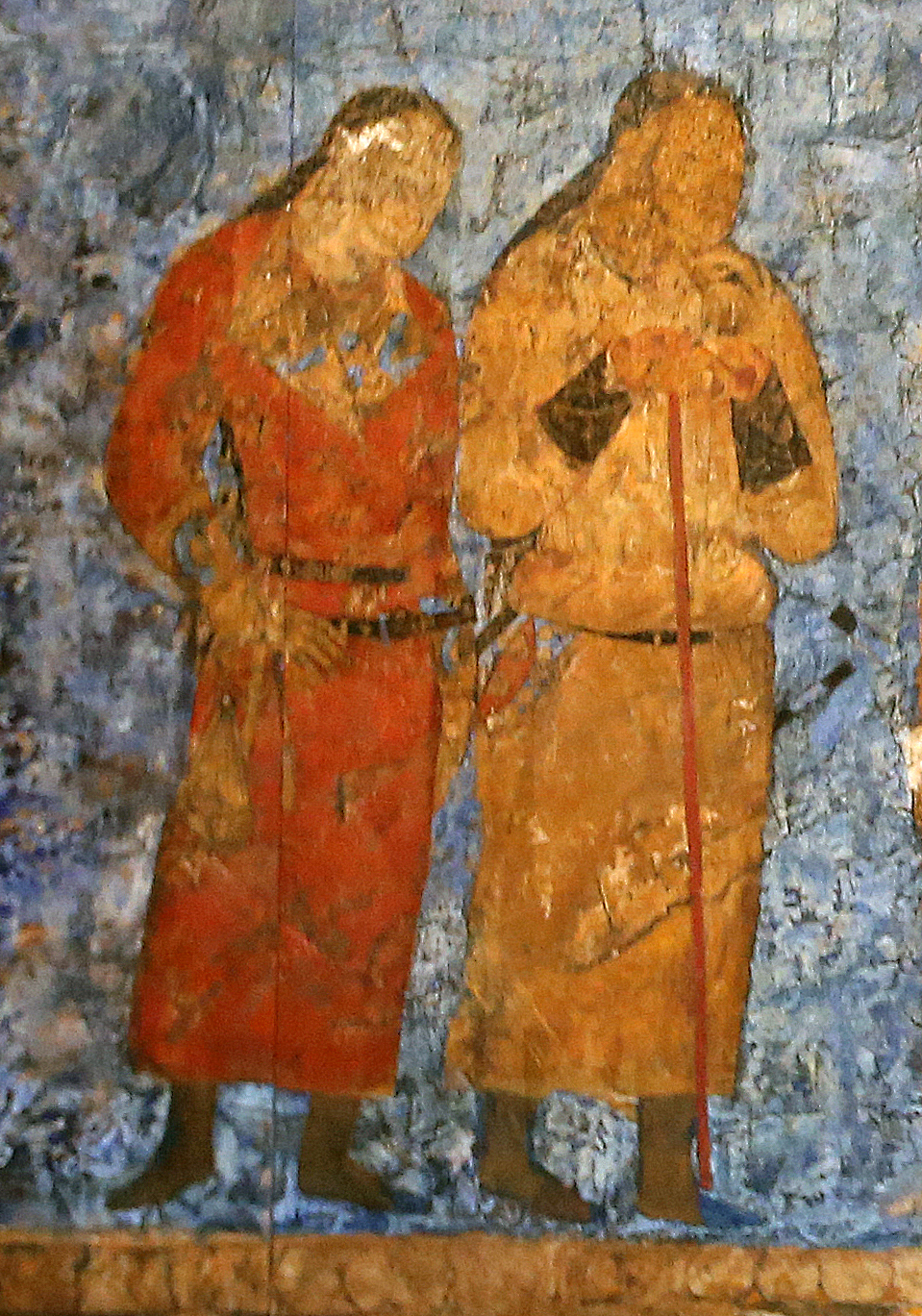
サマルカンドのVarkhuman王に謁見する西突厥の将校たち。（648-651年、サマルカンドのアフラシヤブの壁画）

568年に室点蜜率いる突厥は、貿易特権を巡ってサーサーン朝と関係が悪化したため、東ローマ帝国に目を向けた。室点蜜はソグディアナのManiahに率いる使節団をコンスタンティノープルに派遣し、時の皇帝ユスティヌス2世に絹を贈呈し、サーサーン朝に対する同盟も提案した。ユスティヌス2世は同盟に賛同し、突厥国に大使を派遣し、ソグド人が望んだ直接のシルクロード貿易を保証した。
東方では、625年に突厥がサーサーン朝を背後から襲撃し、バクトリアとアフガニスタンをインダス川付近まで占領し、トハラ・ヤクブ国を樹立している。

#### ヘラクレイオス・統葉護可汗同盟
626年のコンスタンティノープル包囲戦の最中、ヘラクレイオスは東ローマ帝国の文献においてZiebel率いる「ハザール」と呼ばれていた人々と同盟を結んだ。ハザールは統葉護可汗率いる西突厥と比定されている。ハザールに贈り物を与え、娘のエウドキア・エピファニアを結婚させることを約束した
。
コーカサスに拠点を置いていた突厥は同盟に応じて、4万人の兵士をもってサーサーン朝に侵攻し、第三次ペルソ・テュルク戦争が始まった。その後、東ローマ・突厥連合軍はトリビシ包囲戦に注力し、この戦いで東ローマ帝国は牽引式トレビュシェットを初めて実戦で使用して城壁を突破した。ホスローはShahraplakan率いる千人の騎兵隊を派遣して都市の防衛強化を図ったが、おそらく628年の後半にトリビシは陥落した。なお、628年の終わりにZiebel（統葉護可汗か）は亡くなり、エピファニアは遊牧民との結婚を回避した。トリビシ包囲が続く間、ヘラクレイオスはティグリス川上流の拠点の確保に努めている。

### ニネヴェの戦い (627年)

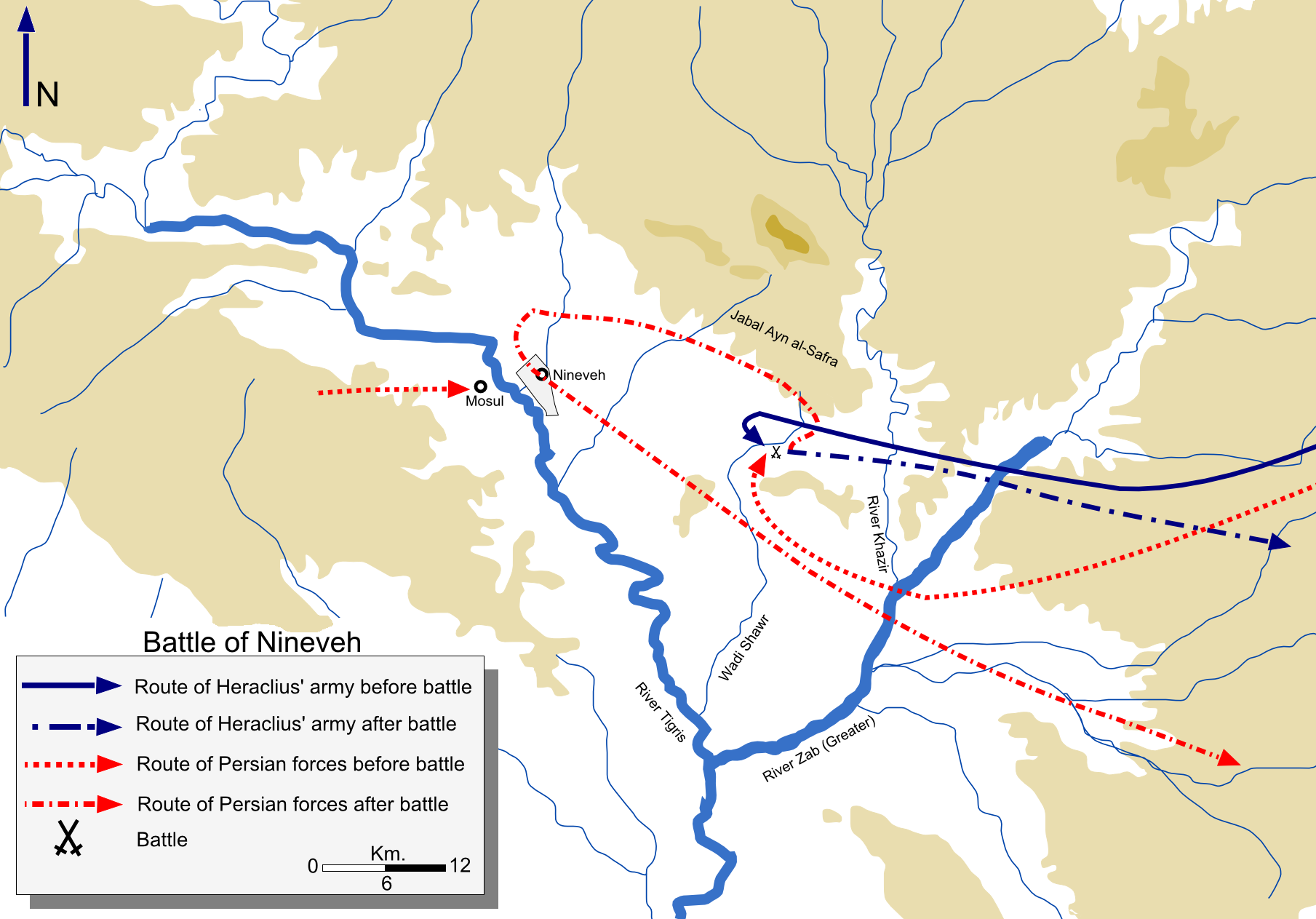
ニネヴェの戦い前後の侵攻図

627年9月の中頃、ヘラクレイオスは冬の中で遠征を決行し、イランの中心地まで侵入し、Ziebel（統葉護可汗）にトビリシ包囲を任せた。政治学者エドワード・ルトワックは、「ヘラクレイオスが624年から626年までは冬に撤退していたのに対して、627年の冬にクテシフォンを脅かすために方針を変えたことを、「戦場全体に及ぶ高リスクな相対的機動」と説明している。この攻撃によりサーサーン朝は戦略的に無意味な襲撃を見慣れてしまい、サーサーン朝の中枢が襲撃されるはずもなく、国境軍を呼び戻す必要もないと決断を下した。ヘラクレイオスの軍隊は2万5千から5万人の東ローマ帝国軍と4万人の突厥軍で構成されていたが、慣れない冬の気候とサーサーン朝軍からの攻撃のために、突厥軍はすぐに撤退している。ヘラクレイオスは足を速めて行軍し、その後をラーザード率いるサーサーン朝軍が追った。南のアッシリアに向けてヘラクレイオス軍が行軍する際に道中で食糧を略奪してまわったため、ラーザード率いるサーサーン朝軍は食料補給に支障をきたした。
627年の終わりごろ、古都ニネヴェの遺構の近郊で、ヘラクレイオスはサーサーン朝側の援軍が到達する前にラーザードと交戦した。ニネヴェの戦いは12月12日、霧が立ちこもり騎射射術を得意とするサーサーン朝の優位性が打ち消された状態で開戦した。ヘラクレイオスは一旦撤退を装いサーサーン朝軍を平原におびき寄せると、急遽部隊を反転させてサーサーン朝軍を驚かせた。8時間にわたる戦闘の結果、サーサーン朝軍は近くの丘陵地帯に撤退したが、敗走までは至らなかった。日中の戦闘では、およそ6千人のサーサーン朝軍が死んでいた。コンスタンディヌーポリ総主教ニキフォロスの『略史』によると、ラーザードはヘラクレイオスに一騎討ちを挑み、それを承諾した上でラーザードを一撃で討ち取り。他に2人が一騎打ちを求めたが、やはり負けている。しかし、このときヘラクレイオスは唇に怪我を負っていた。

### 戦争の終結 (628年)

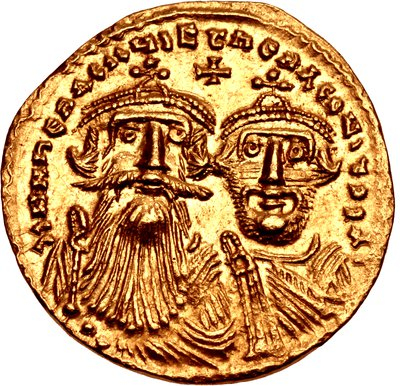
ヘラクレイオスとその息子（629年から
632年）

ニネヴェの戦いで勝利したヘラクレイオス軍に、対抗できるようなサーサーン朝軍は残っておらずホスロー2世の離宮が築かれたダストギルドを略奪し、奪われた東ローマ帝国の軍旗300本を回収するとともに莫大な富を得た。ホスローはスシアナの山々に逃亡し、クテシフォン防衛の支援を集めようと試みた。ヘラクレイオスはホスロー2世に以下の最後通牒を通告した。
私は平和を追い求めている。私は自ら喜んでペルシアを焼き払おうとしているのではなく、あなたに強制されているのだ。今こそ私たちは武器を捨てて平和を取り入れよう。すべてを焼き尽くす前に火を消そう。—ホスロー2世への最後通牒、628年1月6日
しかし、ヘラクレイオスは首都クテシフォンを攻撃することができなかった。ナフラワン運河に架かった橋を壊して、首都への道が遮断されていたためであり、ヘラクレイオスが運河を迂回してクテシフォンに到達することはなかった。
それにもかかわらず、サーサーン朝の不利を悟ったアスパード・グシュナスプとペーローズ・ホスローはクーデターを起こしてホスロー2世を廃位し、ホスロー2世の息子カワード2世（シェーローエー）を王位に就けた。ホスローは地下牢に投獄され、5日間食糧を全く与えられず、5日後に矢で射殺された。ホスロー2世という和平への最大の障壁が取り除かれたことで、カワードは直ちにヘラクレイオスに講和を提案した。ヘラクレイオスは、自らの帝国も疲弊していることを承知していたので、そう厳しい条件を課さなかった。講和により、東ローマ帝国は失った領土と捕虜の兵士を返還し（status quo ante bellum、戦争前の原状）、戦争賠償金を支払わせるとともに、そして最も重要な、614年にエルサレムで奪われた聖十字架とその他聖遺物を奪還した。

## 後世への影響

### 短期の影響

#### 東ローマ帝国

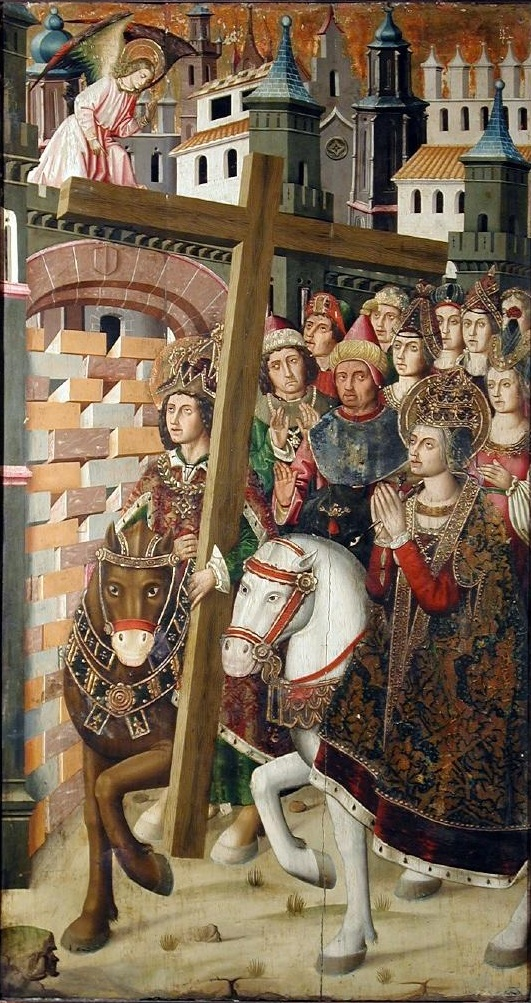
聖ヘレナ（コンスタンティヌス1世の母）を伴ってエルサレムに凱旋するヘラクレイオスを描いた後世の絵（15世紀、スペイン）

ヘラクレイオスはコンスタンティノープルに凱旋し、街の人々、息子のヘラクレイオス・コンスタンティノス、そしてコンスタンティノープル総主教セルギウス1世に出迎えられ、感激のあまりにひれ伏している。シャフルバラーズとの同盟の結果、聖なる海綿が返還され、629年9月14日に行われた儀式の中で聖十字架に固定された。儀式の隊列はアヤソフィア（ハギア・ソフィア）に向かい、聖十字架はゆっくりと持ち上げられ、主祭壇（high altar）の上に垂直にそびえ立った。多くの観衆たちが、盛大な儀式を東ローマ帝国の新たな黄金時代が始まる兆しであるとみなした。ヘラクレイオスは630年3月21日、または629年と630年に2度、聖十字架をエルサレムに返還した。
東ローマ・サーサーン戦争の結果、ヘラクレイオスは歴史上最も成功した将軍の一人として数えられるようになった。6年間連続で勝利を収め、ローマ軍にとっての未踏の地までローマ軍を率いた実績から、「新たなスキピオ」と称えられた。アヤソフィアでの聖十字架の凱旋掲揚式典は、ヘラクレイオスの人生において黄金期となった。歴史家ノーマン・デイヴィスの言葉を借りると、仮にヘラクレイオスがこの黄金期の最中で生涯を終えていたならば、「ユリウス・カエサル以来の偉大なローマの将軍」として歴史に名を残していただろう。しかし、ヘラクレイオスの治世では、イスラーム教徒の大征服を経験することとなり、イスラーム教徒の猛攻の前に、疲弊した東ローマ帝国軍は次々と敗れ去り、サーサーン朝との戦争で劇的な勝利を納めたという名誉は失われた。歴史家ジョン・ジュリアス・ノーウィッチは、「ヘラクレイオスは長生きしすぎた」と語っている。

### サーサーン朝
東ローマ・サーサーン戦争では、ホスロー2世が過去に例をみない総力戦を行った。東ローマ帝国の穀倉地帯であるエジプト・シリア・アナトリアを征服し税収が増加したものの、それを上回る規模で財政支出が増加した。エルサレム攻略を成し遂げた614年以降627年まで、ホスロー2世の銀貨の鋳造量が増大し、現代でもホスロー2世の銀貨は異常な規模で発見されている。また、620年代前半にはティグリス川が大氾濫を起こし、メソポタミア平原は泥濘と化してしまった。
経済的に疲弊したサーサーン朝は安定した政権の確立を目指した。しかし、追い打ちを受けるようにサーサーン朝領内で疫病が流行り、カワード2世も即位からわずか数ヶ月で病没した。これ以降、数年に及ぶ内戦とそれによる混乱期へと突入した。アルダシール3世やホスロー2世の娘ボーラーンやアーザルミードゥフトなどの皇帝が、数カ月単位で擁立されては廃位され、時にはシャフルバラーズを始めとする有力貴族たちが王位を簒奪した。632年、ホスロー2世の孫ヤズドギルド3世がサーサーン朝の王位を継承して、ようやく内乱は収束したものの、サーサーン朝を復興させるには時すでに遅しだった。

### 歴史的な影響
602年から628年の壊滅的な戦争のみならず、東ローマ帝国とサーサーン朝はおよそ1世紀にわたる戦争の結果、両帝国は機能不全に陥った。サーサーン朝では、経済の衰退、軍事作戦の資金を調達するための重税、宗教的な不安、地方の権力の強大化などの要因が重なり合い、さらに弱体化した。現代の歴史家ジェームズ・ハワード・ジョンストンによれば、「（ヘラクレイオスの）数年続いた戦場での勝利とその政治的な影響は、近東のキリスト教の主要な拠点を救い、ゾロアスター教徒の宿敵たちを著しく弱体化させた。その後20年間のアラブ諸国たちのさらに驚異的な軍事的業績に比べると見劣りするが、後世の視点から判断することで、その輝きを曇らさせるべきではない。」と評している。
しかし、大きな影響を受けたのは、東ローマ帝国も同じであった。バルカン半島の大部分はスラヴ人の手に落ち、アナトリアは度重なるサーサーン朝の侵略によって荒廃し、コーカサス、シリア、メソポタミア、パレスチナ、エジプトなどの奪還した領土も、サーサーン朝の占領によって東ローマ帝国の支配権力は弱まっていた。財政的な貯蓄も枯渇したため、東ローマ帝国は退役軍人に給料を支払ったり、新しい兵士を募集したりすることが困難になった。Clive Foss（クライヴ・フォス）は、この戦争を「小アジアにおいての古代の終結となる過程の第一段階」と呼んだ。
どちらの帝国も戦争の傷が癒える間をほとんど与えられないまま、数年のうちにイスラム教というイデオロギーによって統一されたアラブ人の猛攻に見舞われた。ハワード・ジョンストンはアラブ人の猛攻を「人間の津波」と比喩している。ジョージ・リスカ（George Liska）は、「不必要に長引いた東ローマ帝国とサーサーン朝の戦争はイスラーム時代への道を開いた」 と評している。サーサーン朝はカーディシーヤの戦いやニハーヴァンドの戦いに敗れ、651年に最後の皇帝ヤズデギルド3世が暗殺され滅亡した。東ローマ・アラブ戦争では、疲弊した東ローマ帝国はサーサーン朝から奪還したはずの東部および南部の領土を、イスラム教徒に奪われ喪失した。具体的には、シリア、アルメニア、エジプト北アフリカなどの地域を喪失し、アナトリア半島や、バルカン半島とイタリアに遍在する島々や拠点を残すのみとなった。しかし、サーサーン朝とは異なり、ビザンチン帝国は最終的にアラブの攻撃を耐え抜いて残りの領土を保持し、674年から678年と717年から718年にわたる2回の首都コンスタンティノープルの包囲を撃退している。東ローマ帝国は、後の戦争でクレタ島と南イタリアの領土を一時的にイスラーム教徒に奪われたが、これらの領土はのちに再征服された。また、バレアレス諸島、サルデーニャ島、シチリア島は10世紀にアラブ人によって占領され、こちらは帝国領に復帰することはなかった。加えて、ゲルマン民族たちによっても領土が削り取られ、例えばイベリア半島に残っていた東ローマ帝国の領土であるスパニアは、629年までに西ゴート族によって、コルシカ島は8世紀にランゴバルド人に占領された。

## 軍隊と戦略
サーサーン朝の精鋭騎兵部隊はアスワラーンと呼ばれる。2人を同時に串刺しにできる槍（コントス）は、その殺傷能力の高さから好んで使われていたとされる。敵の弓の攻撃に耐えるため、馬と騎手たちはラメラーアーマーを纏っていた。
マウリキウスの戦術書『ストラテギコン』によると、ペルシア人（サーサーン朝）は、弓の射出間隔は最も速いが、力強い訳では無い弓兵を重用し、弓の射程が妨げられる天候を避けていたと分析している。隊列にも気を遣っていて、中央と側面で同等の強さとなるように配置したと記述している。ローマ軍の槍騎兵は直接の戦闘を避ける傾向があったため、サーサーン朝軍は起伏の多い地形を利用してローマの槍騎兵の突撃を無力化していた。そのため、『ストラテギコン』ではペルシア人と戦う際、ペルシャの射撃を避けるために、平地で急速な突撃をしかけることを勧めている。ペルシア人は包囲戦にも熟練していて、計画と指揮によって、成果を達成することを好んでいたと評価されている。
東ローマ帝国軍の重要な戦力は、帝国の象徴ともいえるカタフラクト（重装騎兵）であった。カタフラクトは、鎖帷子を纏い、重装備の馬に乗って、槍を主に使用した。腕には小さな盾を装備し、弓や大剣、斧をも携えていた。重装歩兵（スコウタトイ、skoutatoi）は、大きな楕円状の盾を携え、薄板の鎧または鎖帷子を着用していた。騎兵を撃退する槍や馬の脚を切り落とす斧など、敵の騎兵に対抗できる多くの武器を携帯していた。リチャード・A・ガブリエルによると、東ローマ帝国の重装歩兵は「ローマ軍の最強の能力と、古代ギリシアのファランクスを組み合わせたもの」とされている。軽装歩兵（プシロイ、psiloi）は主に弓を使い、革の鎧を着用していた。東ローマ帝国軍の歩兵は戦場で、敵騎兵の突撃に対して戦線を安定させたり、また友軍の騎兵攻撃を開始するための足掛かりとなったりしている。
アヴァール人は複合弓を持った弓騎兵を擁していて、時には槍を持った重騎兵としても活躍した。攻城戦にも長けていて、トレビュシェットや攻城塔を建設する技術も持ち合わせていた。コンスタンティノープル包囲戦では、都市からの反撃を防ぐために防御壁を建設して、弓兵の射撃から身を守るために防盾や動物の皮で覆われた木枠を使用した。さらに、多くの遊牧民のように、アヴァール人はゲピド族やスラヴ民族など他民族からも戦士を募っていた。しかし、アヴァール人は軍事補給を地方都市からの略奪で賄っていたため、必然的に機動力が低くなる他民族の連合軍を率いると、長期にわたる包囲を維持することは困難だった。
カエギによると、東ローマ帝国は「ほとんど強迫観念にとらわれたかのように ... 現状の重要な要素を変えることを避けるのことを好んだ」という。東ローマ帝国は外交を通じて同盟国を確保し、敵国を分裂しようと試みた。ホスロー2世統治下のサーサーン朝やアヴァール人のカガンに対しての同盟関係は失敗したものの、後にセルビア人やクロアチア人となるスラヴ人との結びつきができ、数十年にわたる交渉の結果、突厥との同盟だけでなく、スラヴ人はアヴァール人に対して積極的に対抗するようになった。
どんな軍隊においても、兵站が大切である。ヘラクレイオスは東ローマ帝国領（特にアナトリア）での最初の遠征では、おそらく周辺地域から徴発して軍隊に物資を供給していたとされている。ヘラクレイオスがサーサーン朝領に攻め込む際に、厳しい気候のために冬は攻撃を中止せざるを得なかった。冬の攻撃休止はほかにも、両陣営の馬のために、飼料を蓄える必要があったことも理由に挙げられる。また、皇帝マウリキウスが廃位された理由が冬の軍隊の処遇の悪さであったことも記憶に新しく、冬季に軍隊を強制的に戦闘させることは危険だと判断された。エドワード・ルトワックは、627 年に行われたヘラクレイオスの冬季遠征では、「あらゆる地形の、あらゆる植物のある場所」でも生きられる「丈夫な馬（またはポニー）」を連れた突厥の存在が不可欠であったと主張している。遠征中、彼らはサーサーン朝領内から食料を調達した。とくにニネヴェの戦いでの勝利とホスロー2世の離宮の占領以降では、例え冬であろうとも軍隊への補給に問題はなくなった。

## 歴史的史料

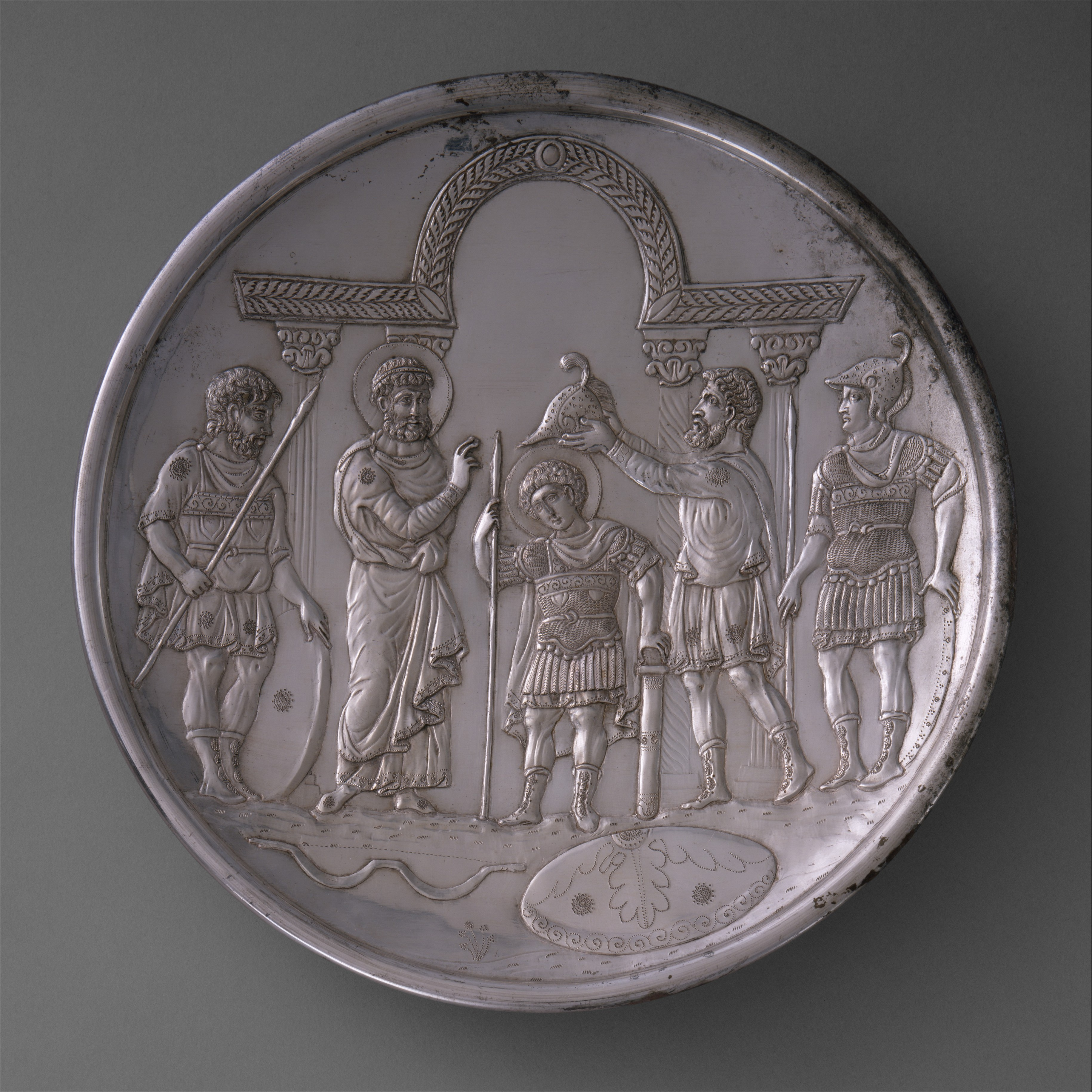
戦争終結後の629年から630年に作られた、武装したダビデを描いた銀器。初期ビザンツ宮廷での衣装を纏った人物を描いたこの器は、サウルやダビデのように、東ローマ皇帝が神に選ばれた統治者であったことを示唆している。

この戦争の史料は主に東ローマ帝国側のものが多い。ギリシャ語の同時代史料で最も有名なのは、630年頃に書かれた『復活祭年代記』（クロニコン・パスカーレ、著作者不明）である。ピシディアのゲオルギオスも、同時代に多くの詩や作品を著した。テオフィラクト・シモカッタは東ローマ帝国の政治的見解を示す歴史書や書状を著したが、彼の歴史書でこの戦争へ言及はしているが、主に皇帝マウリキウスの治世（582年から602年）の記述が主である。626年のコンスタンティノープル包囲戦中に行われたテオドロス・シンケロスの演説の内容は現存しており、これもまた後世に戦争に関する情報を伝えている。また、サーサーン朝支配下のエジプトではパピルスがいくつか発見されていて、当時の占領行政の様子が記録されている。
サーサーン朝側の文書は散逸していて、同時代ペルシア語資料は現存していない。しかし、タバリーの『諸使徒と諸王の歴史』では現存していない史料も使われながら、サーサーン朝史を記述している。ギリシャ語以外の同時代の史料は、コプト語で記述され、エチオピア語訳のみが現存する二キウのヨハネスの『年代記』や、セベオスの作とされる（諸説あり）『歴史』などがある。『歴史』はアルメニア語の書物で、さまざまな史料を大まかな年代順にまとめているため、網羅性にばらつきがある上、聖書の預言と現代を関連付けるために記述されたため客観的とは言えない。シリア語資料もいくつか残っており、Dodgeon、Greatrex、Lieuらは、祭司トマスが640年に記述した『724年の年代記』などのシリア語史料こそ同時代史料の中で「最も重要な」ものだと考えている。『グイディ（Guidi）年代記』や『フージスターン年代記』では、サーサーン朝支配下のネストリウス派キリスト教徒の視点から歴史を記述している。
後世のギリシャ語史料では、証聖者テオファネスの『年代記』や、コンスタンディヌーポリ総主教ニキフォロス1世の『略歴』などがある。特にテオファネスの『年代記』は戦争の構成を理解するために有用な資料となっている。これらのシリア語史料は『1234年の年代記』やシリアのミカエルの年代記など、さらに後世のシリア語の資料によって補完されている。しかし、ニキフォロスの『略史』やアラブ人のヒエラポリスのアガピオスを除いて、これらの史料はすべて、8世紀の歴史家エデッサのテオフィロスの記述を元にしていると考えられている。
10世紀のアルメニア人Tovma Artsruniによる『アルトゥルニ家の歴史』には、セベオスの史料でも引用された史料と類似したものが使われている。モヴセス・カガンカトヴァツィは10世紀に『カフカス・アルバニアの歴史』を著していて、620年代の記述を未特定の情報源から引用している。歴史家ハワード・ジョンストンは、モヴセスとセベオスの歴史書を「現存する非イスラム教徒による資料の中で最も重要」と語っている。アレクサンドリア総主教エウティキウスの歴史書には多くの誤りもあるが、有用な史料の一つである。
クルアーン（コーラン）もこの戦争について詳細に記述している。『アッ・ルーム（ローマの章）』では、両帝国間の戦争の知らせがメッカに届くと、ムハンマドと初期のイスラム教徒は一神教（キリスト教）のギリシャ人（東ローマ帝国）側に付き、多神教を信仰する非イスラム教徒のメッカ人は二神教（ゾロアスター教）のペルシャ人（サーサーン朝）側に付き、それぞれが自らの支持勢力の優勢を自らの宗教的立場の正当性とみなしたことを物語っている。クルアーンでは、東ローマ帝国が勝利して失地を取り返すことを予言している。この予言は、クルアーンが書かれた当時にはばかげたことだと考えられていたであろう。
シケオンのテオドロスやペルシアのアナスタシウスなどの聖人伝は、戦争が起こった時代を理解する手がかりとなる。『Chozibaのゲオルギウスの生涯』では、エルサレム包囲戦時の恐怖の様子を書き留めている。しかし、聖人伝の文章は、8 、9世紀に改変・挿入されている可能性も捨てきれていない。
また、貨幣学や印章学といった側面からも年代特定が行われている。美術品やその他考古学的発見も、ある程度は役に立っているが、碑文に関しては活躍が限られている。当時の軍事的思考やその実践についての洞察を提供している、マウリキウスの『ストラテキゴン』をエドワード・ルトワックは「最も完全な東ローマ帝国の野外戦術書」と讃えている。